# Jan Meijer (voetballer)
Jan Meijer (Loon op Zand, 18 december 1926 – Tilburg, 8 november 2012) was een Nederlands voetballer.

## Spelersloopbaan
Meijer begon als speler bij de plaatselijke amateurclub Uno Animo waar hij regionale faam verwierf als trefzekere spits. Toen het profvoetbal in 1954 zijn intrede deed in Nederland, maakte hij de overstap naar NOAD dat twee jaar later in de Eredivisie debuteerde. Daar groeide de harde werker, die naast het voetbal in ploegendienst in de textiel werkzaam was, drie seizoenen op rij uit tot clubtopscorer. In 93 eredivisiewedstrijden scoorde hij 58 keer. Na de degradatie van NOAD naar de Eerste divisie vertrok Meijer in 1959 naar stadgenoot LONGA waar hij drie jaar op rij eveneens clubtopscorer werd. In 1964 verliet hij de Tilburgse tweededivisionist en keerde terug op het oude nest bij Uno Animo. Op 38-jarige leeftijd werd Meijer op 6 mei 1965 met zijn club kampioen van de Derde klasse. In de kampioenswedstrijd tegen RAC scoorde hij bij een 2-2 stand uit een strafschop de beslissende 3-2. Meijer overleed in 2012 op 85-jarige leeftijd.

### Statistieken
| Seizoen | Club   | Land      | Competitie       | Duels | Goals |
| ------- | ------ | --------- | ---------------- | ----- | ----- |
| 1954/55 | NOAD   | Nederland | Eerste klasse C  | ??    | 14    |
| 1955/56 | NOAD   | Nederland | Hoofdklasse A    | ??    | 4     |
| 1956/57 | NOAD   | Nederland | Eredivisie       | 34    | 19    |
| 1957/58 | NOAD   | Nederland | Eredivisie       | 32    | 21    |
| 1958/59 | NOAD   | Nederland | Eredivisie       | 27    | 18    |
| 1959/60 | LONGA  | Nederland | Tweede divisie A | ??    | 16    |
| 1960/61 | LONGA  | Nederland | Tweede divisie   | 34    | 30    |
| 1961/62 | LONGA  | Nederland | Tweede divisie   | ??    | 13    |
| 1962/63 | LONGA  | Nederland | Tweede divisie B | ??    | 16    |
| 1963/64 | LONGA  | Nederland | Tweede divisie B | 14    | 6     |
| Totaal  | Totaal | Totaal    | Totaal           | ??    | 157   |